# Trauma (Psychologie)
Als psychisches, seelisches oder mentales Trauma (Plural Traumata, Traumen; von altgriechisch τραῦμα ‚Wunde‘) wird in der Psychologie analog zum Trauma in der Medizin eine seelische Verletzung bezeichnet, die mit einer starken psychischen Erschütterung einhergeht und durch sehr verschiedene Erlebnisse hervorgerufen werden kann. Der Begriff ist unspezifisch und wird verwendet für das Erleben einer Diskrepanz zwischen einem bedrohlichen bzw. als bedrohlich erlebten Ereignis und den individuellen Möglichkeiten, das Erlebte zu verarbeiten. Beides kann sich in zahlreichen Merkmalen wie Qualität, Ausprägung und Folgen unterscheiden. Insofern werden so verschiedene Ereignisse wie beispielsweise ein Kindheitstrauma oder ein Kriegstrauma unter dem gemeinsamen Oberbegriff gefasst. Zu den Folgen zählen psychische und körperliche Symptome. Psychische Folgeerkrankungen können Depressionen, Angststörungen, Suchterkrankungen oder dissoziative Störungen sein. Als häufigste Folgeerkrankung tritt die Posttraumatische Belastungsstörung auf. Die Lehre von den psychischen Traumafolgen ist die Psychotraumatologie.

## Begriffsverwendung
Das Wort Trauma kommt aus dem Griechischen und bedeutet allgemein Verletzung (altgriechisch τραῦμα ‚Wunde‘), ohne dabei eine Festlegung zu treffen, wodurch diese hervorgerufen wurde. In der Medizin wird mit dem Begriff Trauma eine körperliche Verwundung bezeichnet, die durch einen Unfall oder eine Gewalteinwirkung hervorgerufen wurde. Diese Verwendung ist seit dem 19. Jahrhundert belegt. In der Alltagssprache kam es zu einer inflationären Verwendung des Begriffes, und häufig wird der Begriff des Traumas in Zusammenhang mit allen besonders negativen oder leidvollen Erfahrungen verwendet. In der medizinischen oder psychologischen Fachliteratur ist dieser Begriff jedoch wesentlich enger gefasst und bezieht sich ausschließlich auf Schädigungen, die eine Behandlung erfordern.

„In den letzten 25 Jahren hat ein Begriff Karriere gemacht, der das Leid der Opfer von Verfolgung, Unterdrückung und Zerstörung in den verschiedensten Gegenden der Welt und in den unterschiedlichsten politischen Situationen zu umreißen scheint. Kindersoldaten in Sierra Leone, Tsunami-Opfer in Thailand, Überlebende der Zerstörung der Twin-Towers in New York, die Opfer der Aggression in Tschetschenien und viele, viele mehr (die Aufzählung ließe sich beliebig verlängern), sind allesamt durch die Tatsache geeint, dass man sie als traumatisiert bezeichnet. Zwar ist nach wie vor umstritten, was Trauma eigentlich bedeutet, gehen die Meinungen, wie traumatisierten Menschen zu helfen ist, weit auseinander, aber immerhin wird auf ihr Leid verwiesen, hat man endlich anerkannt, dass Ereignisse wie Krieg, Verfolgung und Naturkatastrophen – selbst bei physischer Unversehrtheit – schwerwiegende psychische Folgen nach sich ziehen können.“

Es gibt weitere kritische Stimmen, beispielsweise in Deutschland aus den Reihen der Gutachter im Bewilligungsverfahren für kassenfinanzierte Psychotherapie gemäß der Psychotherapie-Richtlinie:

„Eine Popularisierung des Traumabegriffs als Synonym für jedwede Lebensbelastung ist unübersehbar. Die therapeutische Zuweisung einer Opferidentität im Rahmen von nicht begründeten Traumatherapien ist, wie die problematischen Verläufe erkennen lassen, häufig kontraproduktiv und nicht im wirklichen Interesse der Patienten.“

Rudolf merkt an, dass es Traumafolgestörungen selbstverständlich gibt, doch seien sie „nach epidemiologischen Untersuchungen vergleichsweise selten“.

## Bewältigung
Beispielhaft für die Überwindung eines Traumas sind die Lebenswege von Johann Sebastian Bach und Viktor Frankl, der die Logotherapie entwickelte. Richard G. Tedeschi und Lawrence G. Calhoun haben dafür den Begriff posttraumatisches Wachstum (englisch posttraumatic growth) definiert. Konzepte, die sich mit der Überwindung von Traumata beschäftigen, sind unter anderem Resilienz, Salutogenese und Hardiness.

## Definitionen
- Fischer und Riedesser definieren Trauma in ihrem Lehrbuch der Psychotraumatologie (S. 79)[6] als:

„[…] ein vitales Diskrepanzerlebnis zwischen bedrohlichen Situationsfaktoren und den individuellen Bewältigungsmöglichkeiten, das mit Gefühlen von Hilflosigkeit und schutzloser Preisgabe einhergeht und so eine dauerhafte Erschütterung von Selbst- und Weltverständnis bewirkt.“

- Das medizinische Klassifikationssystem ICD-10[7] und die zugehörigen diagnostischen Anleitungen beschreiben das Traumakriterium als:

„[…] ein belastendes Ereignis oder eine Situation kürzerer oder längerer Dauer, mit außergewöhnlicher Bedrohung oder katastrophenartigem Ausmaß, die bei fast jedem eine tiefe Verzweiflung hervorrufen würde (ICD-10) (z. B. Naturkatastrophe oder menschlich verursachtes schweres Unheil – man-made disaster – Kampfeinsatz, schwerer Unfall, Beobachtung des gewaltsamen Todes Anderer oder Opfersein von Folter, Terrorismus, Vergewaltigung, Misshandlungen oder anderen Verbrechen).“

## Geschichte
Möglicherweise die erste Beschreibung traumatischer Ereignisse findet sich im Gilgamesch-Epos, das vor circa 5000 Jahren verfasst wurde: „Mir graute vor meines Freundes Aussehn, Ich erschrak vor dem Tod, dass ich lief in die Steppe! […] Ach, wie soll ich stumm bleiben? Ach, wie schweigen? Mein Freund, den ich liebte, ist zu Erde geworden!“ So beschreibt der babylonische König laut dem Epos den Tod seines Freundes Enkidu. Weitere Beschreibungen finden sich in der Ilias. Ähnliche Schilderungen existieren aus der Schlacht bei Marathon und in den Tagebüchern des Samuel Pepys, der das große Feuer von London miterlebte. Dieser notierte 1666 in seinem Tagebuch: „Je dunkler es wurde, desto größer erschien das Feuer, in allen Winkeln, auf Hügeln, zwischen Häusern und Kirchen, so weit man sehen konnte, bis zur City leuchtete die schreckliche blutrote Flamme, nicht wie die Flamme eines gewöhnlichen Feuers. Wir blieben, bis man das Feuer als einen einzigen blutroten Bogen von dieser bis zur anderen Seite der Brücke sah, ein Bogen, der etwa eine Meile lang war. Der Anblick machte mich weinen.“ Später notierte Pepys in seinem Tagebuch, dass er unter Schlafstörungen und nächtlicher Angst vor dem Feuer leide. Posthum wurde mehrere Jahrhunderte nach dem Tode von Pepys eine Posttraumatische Belastungsstörung diagnostiziert.

## Traumatisierende Ereignisse
Überforderungen können eintreten bei Naturkatastrophen, Kriegen, Kampfeinsatz, Geiselnahme, sexueller Gewalt und Ausbeutung (u. U. Aufspaltung in mehrere Persönlichkeitsanteile), Vergewaltigung, medizinischen Eingriffen, bei Unfällen mit drohenden ernsthaften Verletzungen, bei Kriegserlebnissen, sowie als Folge von Mitgliedschaften in Sekten, extremistischen Gruppen und Parteien, religiösen oder weltanschaulichen Terrorgruppen, Mafia-Familien und mafiaähnlichen Clans oder Firmen, Entführungen (Jan Philipp Reemtsma), Terroranschlägen, Folter (Mikis Theodorakis), Lagerhaft, Flucht und Vertreibung, politischer Haft oder gewalttätigen Angriffen auf die eigene Person.
Beobachtung des gewaltsamen Todes anderer, Tod der Eltern in der Kindheit, Verlust der geliebten Person und/oder der eigenen Kinder, lebensbedrohliche Krankheiten in der Kindheit, ausgeprägte emotionale oder körperliche Vernachlässigung in der Kindheit können traumatisierend wirken (Kindheitstrauma).
Aber auch weniger dramatisch erscheinende Ereignisse können im ungünstigen Fall dazu führen, dass ein Mensch in den Zustand intensiver Hilflosigkeit gerät und die eigenen Bewältigungsmöglichkeiten hierdurch überschritten werden. Als Beispiele können hier schwere persönliche Angriffe und Schmähungen, lang andauernde Manipulation, Mobbing, emotionaler Missbrauch, Vernachlässigung, körperliche Züchtigung, Scheidung oder Trennung, Konfrontation mit Traumafolgen als Helfer oder Therapeut (Sekundärtrauma), sowie traumatisierendes Geburtserleben der Mutter genannt werden.
Ob eine Situation traumatisiert, hängt nicht nur von den äußeren Umständen, sondern auch sehr stark vom inneren Erleben dieses Ereignisses ab. Ein Verschütteter, der in dem festen Glauben ist, dass Hilfsmannschaften rechtzeitig zu ihm durchdringen werden, wird noch nicht unter der akuten Todesangst und dem gleichen Stresshormonpegel stehen wie ein Verschütteter, der sich alleine und vollkommen hilflos fühlt, da er von den eingeleiteten Rettungsmaßnahmen noch gar nichts mitbekommen hat. Ein Arzt, der berufsbedingt gewohnt ist, schwere Verletzungen zu sehen, gerät auch bei Anblick eines schweren Verkehrsunfalls nicht so leicht in den Zustand von Hilflosigkeit, sondern hat zuvor in einem persönlichen und guten Kontakt zusammen mit anderen Medizinstudenten gelernt, richtig zu handeln, Distanz zu dem Leid von Menschen zu wahren, Worte hierfür zu finden und kann folglich dieses Ereignis schneller einordnen. Er wird nicht von den grauenhaften Bildern der Unfallstelle sprachlos überwältigt und er wird sich nicht alleine und schutzlos diesen Bildern ausgeliefert fühlen. Ob ein Mensch aufgrund einer traumatischen Situation mit einer psychischen Störung reagiert und welches Krankheitsbild danach im Vordergrund steht, hängt meistens sehr von den persönlichen Bewältigungsmöglichkeiten und vielen weiteren Faktoren ab. Es gibt allerdings auch Ereignisse, die fast immer zu einem psychischen Krankheitsbild führen. Nach Folter erholt sich fast niemand von alleine, nach einer Vergewaltigung lediglich ein Viertel der Betroffenen ohne therapeutische Hilfe.

## Transgenerationale Weitergabe (Historisches Trauma)
Unter Transgenerationalem Trauma versteht man ein Trauma, das mehrere Generationen überspannt und noch die Kinder und Kindeskinder betrifft, obwohl diese selbst der traumatischen Erfahrung nicht ausgesetzt worden waren. Als ein solches zählt etwa die Sklaverei. Weitere Gründe für historische Traumata sind etwa Kriege, Völkermord, der Holocaust, Enteignung von Bevölkerungsgruppen, Unzugänglichkeit der höheren Bildung für bestimmte Bevölkerungsgruppen oder andere Formen der Diskriminierung. Historische Traumata können dazu führen, dass dereinst zweckmäßige Verhaltensweisen fortgeführt werden, obwohl sie in den neuen Zeiten nicht mehr zweckmäßig sind. So kann es etwa vorkommen, dass eine Bevölkerungsgruppe, der Bildung vorenthalten wurde, auch in der Gegenwart noch ein tiefes Misstrauen gegenüber dem Bildungssystem besitzt. Joy DeGruy postulierte ein Post Traumatic Slave Syndrome (PTSS), das durch das historische Trauma der Sklaverei bedingt sei.
Bei Kindern von traumatisierten Müttern, bei denen eine Posttraumatische Belastungsstörung diagnostiziert wurde, ist eine transgenerationale Weitergabe möglich (Alpträume). (Siehe auch: Eltern und Vorfahren mit PTBS). Der Kinderpsychiater Karl Heinz Brisch hat ein Elternprogramm SAfE – Sichere Ausbildung für Eltern für werdende Eltern entwickelt.

## Kollektives Trauma
Ein kollektives Trauma ist ein solches Trauma, das alle, die meisten oder zumindest viele Personen innerhalb einer Gesellschaft betrifft. Beispiele sind etwa die mittelalterliche Pest oder aber Massenvergewaltigungen, wie etwa während des Genozids in Ruanda. Die Anschläge des 11. Septembers werden von einigen als kollektives Trauma für die USA betrachtet.

## Schwere der Traumatisierung
Belastende Ereignisse, vor allem das Alleingelassenwerden, Nicht-gehört-Werden, können bei Kindern und Erwachsenen chronischen Stress auslösen und Gefühle der Hilflosigkeit oder des Entsetzens erzeugen. Die hierdurch im Menschen hervorgerufene Angst- und Stressspannung kann bei der Mehrzahl der Betroffenen wieder von alleine abklingen, wobei sich auch bei diesen Menschen das Verhalten ändert.
Das Risiko einer Traumafolgestörung und der Schweregrad der Erkrankung hängt von folgenden Faktoren ab:
- noch unreife Persönlichkeit (Kindheitstrauma, Kriegskind), oder vorbelasteter Erwachsener
- langandauernd oder wiederholt
- alle drei Gewaltarten: Psychisch, körperlich, sexualisiert
- Bindungsverrat, Gewalt durch nahe Bindungsperson
- Opfer fühlt sich schuldig oder mitschuldig
- alle tun so, als sei nichts geschehen
- Aussagen wie: „Das wirst du nie verwinden“
- sadistischer, planender Täter

### Risiko- und Schutzfaktoren
Als Risikofaktoren stellten sich frühere Traumatisierungen (beispielsweise vorab erlebter Missbrauch in der Kindheit), ein junges Alter zum Zeitpunkt der Traumatisierung, Grad der Bildung oder Geschlecht heraus. Allerdings tragen diese Faktoren in weitaus geringerem Maße zu einer späteren Traumatisierung bei als die Ereignisfaktoren und die beeinflussenden Faktoren nach der eigentlichen Traumatisierung. Die Wirkung von Schutzfaktoren wird auch als Resilienz bezeichnet. Resilienz bzw. Schutzfaktoren wirken nach einer Traumatisierung mildernd auf die Ausbildung von Symptomen und Traumafolgestörungen. Bei den Risikofaktoren fanden Forscher den mit Abstand stärksten Effekt für die Schwere der Traumatischen Erfahrung sowie für einen Mangel an sozialer Unterstützung und andauerndem Stress nach der traumatischen Erfahrung.

### Ereignisfaktoren
Je schwerer die belastende Situation war, desto größer ist die Wahrscheinlichkeit eine Traumafolgestörung zu entwickeln. Traumatisierungen werden daher durch Ereignisfaktoren klassifiziert. Dabei wird anhand der Dauer der Traumatisierung zwischen Typ-I- und Typ-II-Traumata unterschieden: Typ-I-Traumata sind durch ein plötzlich eintretendes einmaliges Ereignis gekennzeichnet, das zeitlich klar begrenzt ist und bei dem entweder akute Lebensgefahr für die eigene oder andere Personen besteht oder diese subjektiv angenommen wird. Typ-II-Traumata dagegen bestehen entweder aus einer Reihe von Einzelereignissen oder aus einem langanhaltenden traumatischen Geschehen (z. B. bei Traumatisierungen in der Kindheit durch die Familie).
Weiterhin wird zwischen akzidentellen und interpersonellen Traumata unterschieden. Akzidentelle Traumata sind zufällig aufgetretene traumatische Ereignisse die außerhalb des Einflusses von Menschen stehen, wie beispielsweise Naturkatastrophen oder unbeabsichtigte Autounfälle. Dagegen sind interpersonelle Traumata (englisch: man made disaster) solche, die vorsätzlich von einem oder mehreren anderen Menschen verursacht wurden.
Interpersonelle Traumata und Typ-II-Traumata haben für gewöhnlich schwerwiegendere Folgen als akzidentelle oder Typ-I-Traumata. Zusätzlich sind Typ-II-Traumata in deutlich höherem Maße mit dem Auftreten einer Komplexen Posttraumatischen Belastungsstörung assoziiert.
| Ereignisfaktoren                   | Typ-I-Trauma (einmalig / kurzfristig) | Typ-II-Trauma (wiederholt / langfristig)                                                                           |
| ---------------------------------- | --- | --- |
| interpersonelles Trauma (man made) | - sexuelle Gewalt: Übergriffe, Vergewaltigung - körperliche Gewalt: Überfall, häusliche Gewalt - kriminelle Gewalt: Raubüberfall, Terroranschlag                                            | - repetitive sexualisierte, körperliche sowie seelische Gewalt (Kindesmisshandlung) - Geiselhaft, Folter - Krieg   |
| akzidentelles Trauma               | - schwere Unfälle: Verkehr, Lawine, Erdrutsch, Flugzeugunfall u. a. - berufsbedingte Traumatisierung: Polizei, Ambulanz, Pflege u. a. - kurzdauernde Katastrophen: Hurrikan, Brand, Tsunami | - technische Katastrophen: Nuklearkatastrophe, Giftgaskatastrophe - Naturkatastrophen: Folgen von Erdbeben, Dürren |

Zusätzlich kann noch zwischen den folgenden Arten von Traumatisierung unterschieden werden:
- Medizinisches Trauma: bei schwerwiegenden, lebensbedrohlichen oder stark lebensverkürzenden Erkrankungen oder solchen, die eine chronische Invalidität zur Folge haben, sowie nach schweren, sehr belastenden medizinischen Eingriffen oder Behandlungsverläufen, oder bei schwerer bleibender Schädigung von Körper und Gesundheit nach ärztlichen Behandlungsfehlern.[19]
- Berufsbedingtes Trauma: berufsbedingte Traumatisierung, z. B. bei Rettungskräften, Polizisten usw.[21]
- Sekundäres Trauma: (zuweilen und nicht unumstritten auch synonym verwendet mit dem Begriff: ‚compassion fatigue‘): berufsbedingte Traumatisierung, z. B. bei Psychotherapeuten, die empathisch psychotherapeutisch mit Klienten arbeiten und dabei häufig mit emotionalisierenden Schilderungen hochbelastender Traumaereignisse konfrontiert sind.[21]
- Zuschauer-Trauma (engl.: bystander trauma): das traumatische Ereignis betrifft einen zwar nicht selbst, man erlebt es jedoch als Zeuge mit.
- individuelles versus kollektives Trauma: Traumata die eine Person allein erlebt hat versus Traumata die mehrere Menschen gleichzeitig erlebt haben (Bsp.: Flugtagunglück von Ramstein, Unglück bei der Loveparade 2010).

Eine genaue Klassifikation ist jedoch nicht in jedem Fall sinnvoll und auch nicht immer möglich, allerdings in letzter Instanz auch nicht zwingend notwendig.

### Persönliche Faktoren
Für die Folgewirkungen des traumatisierenden Ereignisses ist nicht nur die äußere (objektive) Intensität des erlebten Ereignisses, sondern insbesondere die innere (subjektive) Wahrnehmung wichtig. Bezüglich des Alters ergibt sich ein U-förmiger Verlauf. Sehr junge Menschen und ältere Menschen erkranken mit einer höheren Wahrscheinlichkeit. Im mittleren Alter ist die Wahrscheinlichkeit am niedrigsten.

### Initiale Reaktion
Die Reaktion des Individuums noch während des traumatischen Ereignisses oder unmittelbar danach lässt nur in bedingtem Maße eine Vorhersage der Schwere der Traumafolgestörungen zu. Konnte sich der Mensch beispielsweise während einer Vergewaltigung oder während der Folter noch ein geringes Gefühl der Autonomie bewahren, so waren die Symptome weniger ausgeprägt als bei einer Kontrollgruppe, deren Mitglieder sich selbst aufgegeben haben. Kommt es zur Dissoziation (Derealisations- und Depersonalisationsphänomene) noch während des traumatisierenden Ereignisses, nimmt das Trauma-Ausmaß zu.

### Gesundheitsfördernde Faktoren (Ressourcen)
Die Unterstützung durch das soziale Umfeld und die Anerkennung als Opfer können einen positiven Einfluss auf den Verlauf einer posttraumatischen Belastungsstörung ausüben. Ebenso ist es hilfreich, wenn die Traumatisierten eine Möglichkeit der zwischenmenschlichen Einbettung haben und über das Erlebte kommunizieren können (disclosure). Als Kohärenzsinn wird ein von Aaron Antonovsky (1987) entwickeltes psychisches Konstrukt bezeichnet. Darunter versteht man die Fähigkeit das traumatische Ereignis geistig einordnen, verstehen und ihm einen Sinn geben zu können. Berichte von Überlebenden der Konzentrationslager weisen darauf hin, dass eine derartige aktive Geisteshaltung für die Bewältigung hilfreich war.

## Symptome und Verhaltensweisen
Wenn die erhöhte Stressspannung über längere Zeit bestehen bleibt und es keine Möglichkeit gibt, die Erlebnisse adäquat zu verarbeiten, können sich teils intensive psychische Symptome ausbilden. Bei etwa einem Drittel der Betroffenen kommt somit zu der schmerzlichen Erinnerung noch ein psychisches Krankheitsbild hinzu, das zusätzliches Leid verursacht. Das bekannteste dieser Krankheitsbilder ist die posttraumatische Belastungsstörung (PTBS).
Die Symptome von Traumatisierungen lassen sich in drei Gruppen einteilen: Intrusion, Konstriktion und vegetative Übererregung. Die Symptome stellen einen Selbstheilungsversuch der Psyche dar, bei dem durch ein Pendeln zwischen Konfrontation und Vermeidung versucht wird, das Trauma aufzulösen.

### Intrusive Symptomatik
- wiederkehrendes, teils langanhaltendes erneutes Durchleben (von Teilen) des Ereignisses sowie wiederholte, unausweichliche Erinnerungen oder unwillkürliches Denken an das Ereignis oder zwanghaftes Beschäftigen damit (intrusive Gedanken)
- Alpträume oder albtraumartige Tagträume im Zusammenhang mit dem Ereignis
- Flashbacks: durch bestimmte Schlüsselreize (Trigger) wachgerufene Erinnerung an das zurückliegende Trauma, bei der die Person das traumatische Ereignis erneut durchlebt, als würde es real wieder geschehen

Durch äußere oder innere Schlüsselreize ausgelöste Intrusionen können teilweise unverhältnismäßig scheinende heftige Reaktionen wie Panikattacken oder Angina Pectoris auslösen.

### Konstriktive Symptomatik
- Vermeidungsverhalten: Versuche alles zu vermeiden, was an das Trauma erinnern könnte (Avoidance)
  - Gedanken und Gefühle
  - Unfähigkeit, über die Ereignisse zu sprechen oder die Ereignisse und Gefühle in Worte zu fassen
  - Ort, an dem das Trauma geschehen ist
  - Personen, die mit dem Ereignis zusammenhängen
  - Personen oder Orte, die den mit dem traumatischen Ereignis verbundenen ähnlich sind
  - bei Alpträumen Versuche, das Einschlafen zu vermeiden (absichtliches Wachhalten)
- Gedankliche Vorwegnahme des Schlimmsten, um einerseits unbeabsichtigte Erinnerungen an das Trauma zu vermeiden und andererseits eine erneute Traumatisierung zu verhindern. Vom Umfeld kann dies als eine Art von Dauer-Pessimismus wahrgenommen werden.
- Gefühle der Hilflosigkeit und des Ausgeliefertseins, Verlust von Selbstsicherheit und eines zuvor vorhandenen Gefühls von grundlegender Sicherheit und Geborgenheit sowie Grundvertrauen in das Leben und die Mitmenschen
- Verlust früherer Grundüberzeugungen über die Welt und sich selbst und über den Sinn des Lebens; Entstehung einer emotionalen Distanz gegenüber anderen Menschen und der Welt, Entfremdungsgefühle
- Emotionale Taubheit: eingeschränkte Fähigkeit, sich zu freuen, zu lieben oder zur Trauer bis hin zu völliger emotionaler Erstarrung (Numbing) oder Depression
- Dissoziation: eine Abspaltung von Wahrnehmung und Affekt – ein Mechanismus, durch den unbewusst versucht wird, den Intrusionen und den damit verbundenen Reaktionen zu entgehen. Als Sonderformen von Dissoziation können Depersonalisation und Derealisation entstehen.
- Unfähigkeit, sich an das traumatische Ereignis oder bestimmte Details zu erinnern als psychologischer Schutzmechanismus vor nicht-integrierbaren, schmerzhaften Erinnerungen durch (dissoziative) (Teil-)Amnesien (Verdrängung)

### Übererregung
- eine vegetative Übererregung (auch Hyperarousal) in Form einer chronischen Dauerstressreaktion: In einer akuten Gefahrensituation bewirkt die Aktivierung des sympathischen Nervensystems im Rahmen der Kampf-oder-Flucht-Reaktion eine physiologische Stressreaktion, die sich normalerweise innerhalb von Minuten bis Stunden nach dem Belastungsereignis wieder abbaut. Bei nicht integrierten traumatischen Erinnerungen läuft diese Reaktion unabhängig von objektiven Gefahren permanent weiter und geht typischerweise mit Symptomen wie Herzrasen, Zittern, Übelkeit, Drehschwindel, Agitiertheit, erhöhter Schreckhaftigkeit und chronischen Verspannungen einher.[24]
- häufig chronische Schlafstörungen
- Hypervigilanz: eine anhaltend erhöhte, angespannte Wachsamkeit oder Wachheit
- ein trotz ständiger innerer Unruhe und Schreckhaftigkeit äußerlich stark kontrollierendes Verhalten (als Gegenreaktion auf das als extremer Kontrollverlust empfundene Trauma)
- Konzentrationsschwierigkeiten, Gedächtnisprobleme und eine erhöhte Reizbarkeit infolge des andauernden Stresses

Je nach Art und Dauer des Traumas kann es vorkommen, dass sich diese Symptome einige Zeit nach dem traumatisierenden Ereignis von selbst zurückbilden (Spontan-Remission) und das traumatische Erlebnis normal in den Lebenslauf integriert werden kann. In vielen Fällen, vor allem bei schweren Traumata, Kindheitstraumata oder bei Menschen mit geringer Resilienz, kann eine Integration des Traumas durch Selbstheilungskräfte allein auch nach langer Zeit nicht hergestellt werden und es kommt zur Ausbildung traumabedingter Folgestörungen (s. u.). Diese können sich auch erst Monate oder Jahre nach dem traumatisierenden Ereignis bemerkbar machen und unter Umständen mit veränderten Hirnaktivitäten und neuroanatomischen Veränderungen einhergehen.

## Traumafolgen

### Veränderungen im Körper

#### Gedächtnismodell
Bei einer Traumatisierung kommt es durch die massive Ausschüttung von Neurohormonen zu einer Überlastung des Hippocampus, dessen Aufgabe es ist, neu eintreffende olfaktorische, visuelle, sensorische, kinästhetische und auditive Sinneseindrücke zu sammeln und diese in einen autobiografischen wieder abrufbaren Gesamtzusammenhang im Gedächtnis zu speichern. Aufgrund der Überlastung des Systems ist jedoch die übliche Speicherung nicht möglich. Die Sinneseindrücke werden nicht „hippokampal“ („explizites Gedächtnis“ (LeDoux)) in das Bewusstsein eingespeist, sondern „amygdaloid“ („implizites Gedächtnis“) fragmentiert abgespeichert. Bei einem Flashback werden diese fragmentierten Gedächtnisinhalte z. B. Kaffeegeruch, das Wippen auf einer Schaukel oder weiße Bettwäsche dann plötzlich aktiviert und der Mensch erlebt die Überflutung, das Trauma erneut.

#### Hormonelles Stress-System
Traumatisierte Patienten zeigen im Vergleich zu Gesunden eine erhöhte Aktivität des noradrenergen Stress-Systems. Dies führt zu den Begleitsymptomen wie Schlaflosigkeit, Konzentrationsschwäche, Übererregung oder Schreckhaftigkeit. Einige Studien deuten darauf hin, dass die Cortisolausschüttung erniedrigt und die Sensitivität der Glucocorticoidrezeptoren erhöht sein könnten.

### Primäre psychische Folgen
Zu den häufigen psychischen Folgen nach Traumatisierungen gehören Anpassungsstörungen. Depression und Ängste können unter Belastung auftreten oder sich verstärken. Belastende Ereignisse sind der Tod eines Angehörigen oder eine belastende Scheidung. Die Schwierigkeiten resultieren aus der zuvor erfolgten Traumatisierung. Die Psychiatrie nennt es „Anpassungsstörung“.

#### Akute Belastungsreaktion
Bei einer Akuten Belastungsreaktion folgen die Symptome unmittelbar auf das belastende Ereignis. Eine akute Belastungsreaktion dauert typischerweise einige Stunden oder Tage (manchmal auch Wochen) an.

#### Posttraumatische Belastungsstörung (PTBS)
Eine Posttraumatische Belastungsstörung kann sich entwickeln, wenn man einem oder mehreren außergewöhnlich belastenden Ereignissen ausgesetzt ist. Die PTBS umfasst folgende Symptome: 1. Wiedererleben des traumatischen Ereignisses unter anderem durch Flashbacks, Intrusionen oder Alpträume. 2. Vermeidung von traumaassoziierten Personen, Gefühlen, Umgebungen, Aktivitäten und Situationen 3. Eine anhaltende Wahrnehmung von erhöhter Bedrohung (Hyperarousal) durch Hypervigilanz oder eine verstärkte Schreckreaktion auf Reize wie unerwartete Geräusche.
Wenn die aufgetretenen Symptome nach mehr als vier Wochen noch fortbestehen, kann eine PTBS diagnostiziert werden. Halten die Symptome einen weiteren Zeitraum von acht Monaten an, kann nicht mehr erwartet werden, dass sich die posttraumatische Belastungsstörung spontan vollständig zurückbildet.

#### Komplexe Posttraumatische Belastungsstörung (kPTBS)
Im Unterschied zu traumatischen Einzelereignissen (Typ-I-Trauma) führen längere anhaltende und sich wiederholende traumatische Erlebnisse (Typ-II-Trauma) zu klinischen Symptomen, die weiter gehen als die posttraumatische Belastungsstörung. Einzelne Ereignisse wie Folter oder sich wiederholende Ereignisse wie Sklaverei, wiederholter sexueller oder körperlicher Missbrauch in der Kindheit, anhaltende häusliche Gewalt, Genozide u. a. können zu einer Entwicklung einer kPTBS führen. Bei der kPTBS sind alle Symptome der PTBS erfüllt hinzu kommen Störungen der Selbstregulation darunter zählen 1. schwere tiefgreifende Probleme der Affektregulation. 2. Probleme mit dem Selbstbild und selbst herabsetzende Überzeugungen. 3. Bindungsdesorganisation mit Schwierigkeiten tragende Beziehungen zu führen, Nähe-Distanzprobleme und im aufrechterhalten von Beziehungen. Weitere klinische Merkmale einer kPTBS können Suizidalität, Drogen- und Substanzmissbrauch, depressive Symptome, psychotische Symptome und somatische Beschwerden sein. Als Andauernde Persönlichkeitsänderung nach Extrembelastung wurde ein ähnliches Phänomen beschrieben, das sich durch Mehrfachtraumatisierungen und hierdurch verursachte andauernde Veränderungen in den individuellen und interpersonellen Verhaltensmustern äußert.

#### Anhaltende Trauerstörung
Eine anhaltende Trauerstörung kann sich nach dem Verlust eines Partners, Elternteils, Kindes oder einer anderen eng verbundenen Person durch eine fortwährende und allgegenwärtige Trauerreaktion manifestieren. Diese zeigt sich durch anhaltende Sehnsucht nach dem Verstorbenen und eine andauernde Beschäftigung mit dessen Erinnerung. Begleitet wird diese Reaktion von intensivem emotionalen Schmerz, der Traurigkeit, Schuldgefühle, Wut, Verleugnung, Vorwürfe, Schwierigkeiten bei der Akzeptanz des Todes, das Gefühl des Verlusts eines Teils von sich selbst, Unfähigkeit, positive Stimmungen zu erleben, emotionale Taubheit sowie Schwierigkeiten bei der Teilnahme an sozialen oder anderen Aktivitäten umfassen kann. Die Trauerreaktion erstreckt sich über einen ungewöhnlich langen Zeitraum nach dem Verlust, nämlich länger als 6 Monate.

#### (Partielle) Dissoziative Identitätsstörung (DIS)
Die Dissoziative Identitätsstörung ist eine komplexe psychische Störung, die durch das Vorhandensein von zwei oder mehr unterschiedlichen Persönlichkeitszuständen gekennzeichnet ist. Diese Zustände können jeweils eine einzigartige Art zu Denken, zu Fühlen und zu Handeln haben. Die Dissoziative Identitätsstörung ist in der ICD-11 als eine Form der Dissoziativen Störung klassifiziert, die durch einen signifikanten Verlust der Kontinuität in den integrativen Funktionen des Bewusstseins, der Identität, des Gedächtnisses und der Wahrnehmung gekennzeichnet ist. Die diagnostischen Kriterien. Im Vergleich zur Dissoziativen Identitätsstörung (DIS) ist die partielle Dissoziative Identitätsstörung charakterisiert durch weniger ausgeprägte und subtilere Unterschiede zwischen den Persönlichkeitszuständen.
Die DIS gilt als eine der umstrittensten Diagnosen innerhalb der psychischen Klassifikationssysteme. Sie wird in Verbindung mit ritueller (sexueller) Gewalt gebracht und den daraus abgeleiteten Behandlungsansätzen lägen teils nachweislich falsche Annahmen über die DIS zu Grunde, bzw. seien sie bereits als schädlich eingestuft worden.

### Komorbide psychische Störungen
Traumafolgestörung haben eine hohe Komorbidität zu anderen psychiatrischen Erkrankungen. In einer Untersuchung von Schlenger et al. wurden beispielsweise bei mehr als 50 % der Vietnamveteranen mit PTBS gleichzeitig affektive Störungen, Angststörungen und Suchterkrankungen diagnostiziert. Die hohe Komorbidität von Traumafolgestörungen und anderen Diagnosen ist ein konsistentes Ergebnis bei epidemiologischen Untersuchungen von Traumafolgestörungen. Zu den komorbiden Störungen einer Traumafolgestörungen gehören:
- Suchterkrankungen[36][37]
  - Nikotinabusus
  - Medikamenten- und Drogenmissbrauch
- Essstörungen[38]
  - Bulimie[39]
  - Essanfälle (Binge Eating)[40]
  - Adipositas[41]
  - Anorexia nervosa[42]
- Zwangsstörungen[43]
- Depressionen[44][45][46][47]
  - Dysthymie

- Angststörung[48]
  - Agoraphobie
- Bipolare Störung[49]
- Somatoforme Störungen
- Suizidalität

Spezifische Phobien, Zwangsstörungen und Essstörungen werden oft nicht als sekundäre psychische Störung gesehen, sondern eine Traumatisierung wird als indirekter Risikofaktor zur Ausbildung einer dieser psychischen Störungen verstanden. Auch bei der Borderline-Persönlichkeitsstörung und der Dissoziativen Identitätsstörung werden traumatische Ereignisse als maßgeblicher Faktor angesehen.

## Traumatherapie
Die Traumatherapie wendet sich an Patienten, die unter Traumafolgen leiden. Diese benötigen oft – über den Beistand von Angehörigen (die manchmal Täter waren) oder Freunden hinaus – professionelle Hilfe zur emotionalen Stabilisierung und zur Bearbeitung und Integration der abgespaltenen, traumatischen Gedächtnisinhalte. Um langfristige oder chronische Beschwerden und körperliche und psychische Folgen zu vermeiden bzw. möglichst weitgehend zu reduzieren, sollte insbesondere nach einer schwereren Traumatisierung möglichst frühzeitig eine geeignete traumatherapeutische Behandlung begonnen werden. Hierfür gibt es entsprechend spezialisierte Psychotherapeuten, die umfassend ausgebildet sind und entsprechende Erfahrung besitzen. Die Behandlungsentscheidung sollte von Schwere und Typ des Traumas, der im Vordergrund stehenden Symptomatik wie auch einer etwaigen klinischen Komorbidität des Betroffenen abhängig gemacht werden. Gegebenenfalls ist es ratsam, bei der Auswahl eines geeigneten Therapeuten fachkundige Hilfe in Anspruch zu nehmen.
Es wird unterschieden zwischen der Behandlung von Schock- und Bindungstrauma. Grundsätzlich wird, um eine Retraumatisierung zu vermeiden, ein ausgebildeter Traumatherapeut empfohlen. Methoden sind die Kognitive Verhaltenstherapie (beispielsweise Prolonged Exposure oder Narrative Expositionstherapie), EMDR sowie Psychodynamische Verfahren wie die Psychodynamisch imaginative Traumatherapie und die Ego-State-Therapie. Es werden häufig verschiedene Ansätze bzw. Verfahren nach Bedarf miteinander kombiniert – auch wenn der Therapeut in erster Linie z. B. tiefenpsychologisch oder verhaltenstherapeutisch arbeitet.
Neben den spezifischen Therapieverfahren für einzelne traumareaktive Störungsbilder wie der Posttraumatischen Belastungsstörung fokussiert die Psychoanalyse in der Behandlung ein übergeordnetes Verständnis von Traumatisierungen. Hierbei wird vor allem die unbewusste Wirkung von Traumatisierungen untersucht und zu behandeln versucht. Die Psychoanalyse versteht unter einer Übertragung, dass der Patient unbewusst seine eigenen Emotionen und Erwartungshaltungen aus früheren Erfahrungen auf den Analytiker überträgt. Durch Fixierungen und Wiederholungen aktualisieren sich diese in der therapeutischen Beziehung als „Übertragungsneurose“ und können dann durch Widerstandsanalyse und Deutung allmählich abgebaut und behandelt werden. Laut AWMF S3-Leitlinien wird keine spezifische Empfehlung für psychoanalytische Verfahren zur Traumabehandlung ausgesprochen.
Die Ziele der psychotherapeutischen Behandlung sind Selbstwirksamkeit und Kontakt mit den eigenen Ressourcen aufzubauen, die Lebensqualität zu erhöhen und Symptome entweder zu reduzieren oder aufzulösen, um die vorhandenen Potentiale entwickeln zu können. Falls noch Kontakt zum Täter besteht, ist eine Traumatherapie schwer möglich. Manche Therapeuten stabilisieren in diesem Fall und erreichen über die Zeit, dass das Opfer den Kontakt zum Täter von sich aus abbricht und dadurch eine Heilung ermöglicht werden kann.

## Medikamentöse Behandlung
Bei bestimmten Störungsbildern oder ab einem bestimmten Schweregrad der Symptome kann eine medikamentöse Therapie der Traumafolgestörungen erwogen werden. In diesem Fall werden neben Psychotherapie auch Psychopharmaka eingesetzt. Psychopharmaka beeinflussen das Gleichgewicht von Neurotransmittern im Gehirn und greifen dadurch in die Hirnfunktionen des Patienten ein. Da jedoch keines dieser Medikamente ursächlich wirkt, können sie eine psychotherapeutische Traumatherapie nicht ersetzen, diese jedoch in manchen Fällen vorbereiten oder begleiten. Die Auswahl des jeweiligen Medikaments erfolgt symptomorientiert und richtet sich nach den im Vordergrund stehenden Beschwerden.
Kritiker bemängeln, dass die Medikamentation bei Traumapatienten oft eine hilflose Reaktion der Ärzte zur Linderung der Symptome darstelle und eine anschließende Absetzung der Medikamente nach überstandener Krise oft nicht mehr riskiert werde. Auch kann die medikamentöse Behandlung dazu führen, dass keine oder erst zu spät geeignete traumatherapeutische Therapien begonnen werden und so das Risiko einer Posttraumatischen Belastungsstörung mit chronischen Residualbeschwerden erhöht ist. Die Behandlung mit Benzodiazepinen gilt als kontraindiziert.

## Auswirkungen auf das Leben
Die Auswirkungen von Traumata beeinflussen oft in starkem Maß das Leben der Betroffenen. Dieses ist einerseits geprägt von Strategien zur Vermeidung, andererseits ist es durch Überflutung gekennzeichnet (avoidance and intrusion), samt sich abwechselnder antagonistischer Symptome. Auf der einen Seite verwenden die Betroffenen enorm viel Energie darauf, alles, was mit der traumatischen Situation in Verbindung steht und sie daran erinnern würde, zu vermeiden, die Ereignisse zu verdrängen oder abzuspalten (Dissoziation). Andererseits erleben sie die Situation in Albträumen wieder oder werden mit voller Wucht von Flashbacks heimgesucht, die sie plötzlich überfallen und die in ihrer Intensität der traumatischen Erfahrung gleichkommen können.
Die Erinnerungen lassen sich auch nicht auf Dauer verdrängen – sie wirken unbewusst weiter und können zu psychosomatischen Beschwerden führen. „The body keeps the score“ – der Körper vergisst nicht, schreibt Bessel van der Kolk. Auch noch lange Zeit nach dem traumatisierenden Ereignis können die Erinnerungen daran die Betroffenen plötzlich heimsuchen (Latenz und Nachträglichkeit). Auslöser sind häufig sogenannte Trigger, d. h., bestimmte Situationen oder auch nur Stimmungen, Orte, Gesichter oder Gerüche, holen die traumatische Situation wieder ins Bewusstsein.
Dieser ständige Wechsel von Vermeidung und Wiedererinnerung (Intrusion) wird von den meisten Forschern als quälendes Traumasymptom beschrieben. Es gibt allerdings auch die Interpretation von Reddemann und Sachsse (2004), die ihn als Teil des Bewältigungsprozesses verstehen. Die Dissoziation ist dann ein Mechanismus des Selbstschutzes: die unerträglichen Erinnerungen und Bilder werden so lange immer wieder abgespalten, bis die Betroffenen ausreichend stabil sind, um sich mit ihnen auseinanderzusetzen.

## Spezielle Traumatisierungen

### Kriegstrauma, Kindersoldat, Kriegstraumakinder
Neben Folter oder folterähnlichen, schweren sexuellen sowie frühkindlichen Mehrfach-Traumatisierungen führen auch Kriegstraumata zur posttraumatischen Belastungsstörung. Neben der Ausbeutung als Kindersoldat, Dienst als Kriegskrankenschwester, sowie den direkten Kriegseinwirkungen (z. B. Bombardierung, körperliche Verletzungen, unmittelbares Miterleben von Kriegsgewalt, Leid, Tod, Gräueltaten) tragen insbesondere auch die Folgeerscheinungen des Krieges (z. B. Trennungen von Familien und Bezugspersonen, Heimatverlust, Mangelernährung, Armutsverfall, existentielle Ängste) zur Ausbildung von traumabedingten Folgestörungen bei.

„Im Trauma verstummt die Erinnerung an innere gute Bezugspersonen […] als empathische Vermittler zwischen Selbst und Umwelt.“

Neben Soldaten im Fronteinsatz werden und wurden insbesondere Kinder aufgrund ihres noch nicht voll ausgereiften Nervensystems (Stephen Porges) traumatisiert. Die Bedürfnisse und Nöte der Kriegskinder finden in den Kriegswirren oft keine Beachtung, da die Aufmerksamkeit auf das eigene Überleben und die Einsatzfähigkeit der Soldaten und deren Symptomatik gerichtet ist. Die Langzeitfolgen von Kriegstraumatisierungen in der Kindheit können sich auch erst ab dem 60. Lebensjahr als PTBS-Spätmanifestation zeigen, wenn das Altern zusätzliche Belastungen (z. B. Berentung, Kinder verlassen das Haus, Tod des Lebenspartners) mit sich bringt. Noch im 21. Jahrhundert wird Psychotherapie für Kriegstraumakinder des Zweiten Weltkriegs gesucht und angeboten. Selbst auf die Nachfolgegeneration (unbewusst) weitergegebene Kriegstraumata wurden festgestellt.
Michael Ermann (Leiter der Abteilung Psychotherapie und Psychosomatik der Psychiatrischen Universitätsklinik München) stellte 2009 eine Studie zum Thema 'Kriegstrauma bei Kriegskindern' fertig. Die bislang (Stand 2010) größte Studie zum Thema Kriegskindheit ergab u. a.
- Kriegskinder leiden bis heute weit häufiger unter psychischen Störungen wie Ängsten, Depressionen und psychosomatischen Beschwerden als der Bevölkerungsdurchschnitt.
- Rund ein Viertel der befragten Kriegskinder zeigte sich stark eingeschränkt in der psychosozialen Lebensqualität,
- jeder Zehnte war traumatisiert oder hatte deutliche traumatische Beschwerden, zum Beispiel wiederkehrende, sich aufdrängende Kriegserinnerungen, Angstzustände, Depressionen und psychosomatische Beschwerden wie Krämpfe, Herzrasen und chronische Schmerzen.

### Traumatisierung von Kindern in Krankenhäusern
Bis in die 1970er und 1980er Jahren durften Kleinkinder in den Krankenhäusern nur zu sehr restriktiven Besuchszeiten von ihren Eltern besucht werden, was bei Säuglingen und Kleinkindern zu Hospitalismus (auch Deprivationssyndrom genannt), Bindungsstörungen (z. B. reaktive Bindungsstörungen), frühkindlicher Regulationsstörungen (z. B. exzessives Schreien im Säuglingsalter), Vernachlässigungs- oder Verlassenheitstraumata mit Sofort- und Spätfolgen führen kann: Die Kinder erkannten zum Teil ihre Eltern nicht wieder, ließen sich nicht mehr so tief auf Beziehungen ein oder klammerten verstärkt. Im Erwachsenenalter kann es dann das Sozialverhalten und das partnerschaftliche Bindungsverhalten (BV) beeinflussen (z. B. unsicher-ambivalentes, unsicher-vermeidendes oder desorganisiertes BV statt sicherem BV). Dies kann Auslöser von Partnerschaftskonflikten, Spannungen, Stress, Verlustängsten und Trennungen sein. Nach einem erneuten Verlust des Partners im Erwachsenenalter kann es zu einer Reaktivierung des frühkindlichen Verlassenheitstraumas kommen.

### Kindesmisshandlung
Traumatisierungen im Kindesalter können unter anderem durch körperliche Gewalt, sexuellen Missbrauch mit und ohne Penetration, aber auch durch körperliche oder emotionale Vernachlässigung oder emotionalen Missbrauch verursacht werden. Die Schädlichkeit der beiden letzten Misshandlungensformen finden in der Gesellschaft oft keine ausreichende Beachtung. Durch Tierexperimente konnte gezeigt werden, dass durch das emotionale Erleben in den ersten Lebensjahren strukturelle neuronale Veränderungen (Verschaltungsmuster in den präfrontal-limbischen Schaltkreisen) im Gehirn verursacht werden, die lebenslang erhalten bleiben. Gewalttätige Traumata in der Kindheit und Jugend – egal ob einmalig oder längerandauernd – führen oft zu tiefgreifenden Störungen in der Persönlichkeit der Opfer, die über die Symptomatik allgemeiner posttraumatischer Erkrankungen hinausgehen. Kindheitstraumata erhöhen lebenslang die Risiken für körperliche oder/und psychische Erkrankungen. Bei langandauerndem Aufwachsen in einem gewaltgeprägten familiären oder sozialen Umfeld wirkt sich die Traumatisierung zudem in Form erzieherischer Prägung aus, die sich später in einer spezifisch geformten Denk-, Fühl-, Handlungs-, Kommunikations- und Wertestruktur niederschlägt.

### Bindungstrauma
Die Folgen sind bei einer Traumatisierung durch Bindungspersonen erheblich gravierender. Auch sind sie gravierender, je jünger das Kind war. Das Trauma sitzt im Nervensystem und es kann nur titriert gearbeitet werden. Kinder, die von Bezugspersonen traumatisiert wurden, zeigen signifikant häufiger einen unsicher-ambivalenten, einen unsicher-vermeidenden oder einen desorganisierten Bindungsstil. Ähnliche Verhaltensweisen zeigten aber auch Kinder, wenn deren Bindungspersonen traumatische Erfahrungen nicht verarbeitet haben.

## Sonstige Begriffe

### Salutogenese
Der Begriff der Salutogenese geht auf Aaron Antonovsky zurück. Während seiner Zeit am Applied Social Research Institute beschäftigte sich Antonovsky mit Studien von Frauen, die in Mitteleuropa zwischen 1914 und 1923 geboren wurden. Einige von ihnen waren Überlebende aus Konzentrationslagern. Dabei fiel ihm auf, dass 29 % der ehemals internierten Frauen trotz dieses Traumas in ihrer Gesundheit nicht beeinträchtigt waren. Diese Beobachtung führte ihn zu der Frage, welche Eigenschaften und Ressourcen diesen Menschen geholfen hatten, unter den Bedingungen der KZ-Haft sowie in den Jahren danach ihre (körperliche und psychische) Gesundheit zu erhalten – allgemein: Wie entsteht Gesundheit? So brachte Antonovsky die Frage nach der Entstehung von Gesundheit in die Wissenschaft ein. Andrei und Vanya gelten als entwicklungspsychologisches Fallbeispiel. Die Zwillinge wurden schon im jungen Alter von ihrer Stiefmutter in den Keller verbannt und geschlagen. Als man sie im Alter von sieben Jahren befreite, konnten sie nicht sprechen und verstanden die Bedeutung von Bildern nicht. Die Zwillinge wurden ihrem Vater und ihrer Stiefmutter weggenommen und später adoptiert. In einer liebevollen Umgebung gelang es ihnen, ihren intellektuellen und emotionalen Rückstand aufzuholen. Sie haben sich vollständig von ihren frühen Lebenserfahrungen erholt.

### Sequenzielle Traumatisierung
In einer Langzeitstudie von jüdischen Kriegswaisen zeigte der Psychiater Hans Keilson auf, dass die Art und Weise, wie mit den Kindern in den Jahren nach dem traumatisierenden Ereignis umgegangen wurde, eine größere Auswirkung auf die Entstehung von Traumasymptomen hatte als das auslösende Ereignis selbst. Keilson bezeichnete diesen Vorgang als sequentielle Traumatisierung.

### Posttraumatische Reifung
Einige traumatisierte Personen sind der Überzeugung, dass das traumatische Ereignis bei ihnen langfristig zu einem persönlichen Reifungsprozess geführt habe und dass sie die daraus gewonnenen Erfahrungen nicht mehr missen wollten. Auch wenn sich in Untersuchungen herausgestellt hat, dass dies nur bei einer Minderheit der Traumatisierten objektiv nachvollziehbar ist, kann dies eine wichtige zusätzliche Zielgröße für die Behandlung sein.

### Reviktimisierung
Erleidet ein traumatisierter Mensch zu einem späteren Zeitpunkt erneut Gewalterfahrungen, spricht man zuweilen auch von Reviktimisierung. Die Verwendung dieses Begriffs ist jedoch aus psychologischer und ethischer Sicht kritisch zu sehen.

### Resilienz
Trotz ausgeprägter traumatischer Belastung bleiben manche Betroffene weitgehend gesund oder erholen sich zumindest vergleichsweise schnell. Diese „psychische Widerstandsfähigkeit“ wird als Resilienz bezeichnet. Unbehandelte Traumata können zu einschneidenden, sehr belastenden Folge-Erkrankungen führen, die womöglich lebenslang anhalten bzw. die Biographie einer Person negativ beeinflussen. Dies ist jedoch nicht zwangsläufig der Fall, wie die Langzeitstudie von Emmy Werner gezeigt hat. Durch diese Langzeitstudie ist bekannt, dass meist eine stabile Bezugsperson die wichtigste und bedeutendste Hilfe für einen traumatisierten Menschen ist. In manchen Fällen kann die Resilienz nach einem Trauma längerfristig sogar zunehmen.

## Medien
- The Wisdom of Trauma, Dokumentarfilm von Gabor Maté, USA 2021.
- Cécile Loetz, Jakob Müller: Trauma – Die verwundete Seele. Teil I: Frühkindliche Traumatisierungen. In: Rätsel des Unbewußten. Podcast zur Psychoanalyse und Psychotherapie (Folge 34).
- Cécile Loetz, Jakob Müller: Trauma. Die verwundete Seele. Teil II: Posttraumatische Störungen. In: Rätsel des Unbewußten. Podcast zur Psychoanalyse und Psychotherapie (Folge 35).
- Cécile Loetz, Jakob Müller: Der lange Schatten des Traumas – Transgenerationale Weitergabe. In: Rätsel des Unbewußten. Podcast zur Psychoanalyse und Psychotherapie (Folge 36).